# 格呂納爾姆科格爾山

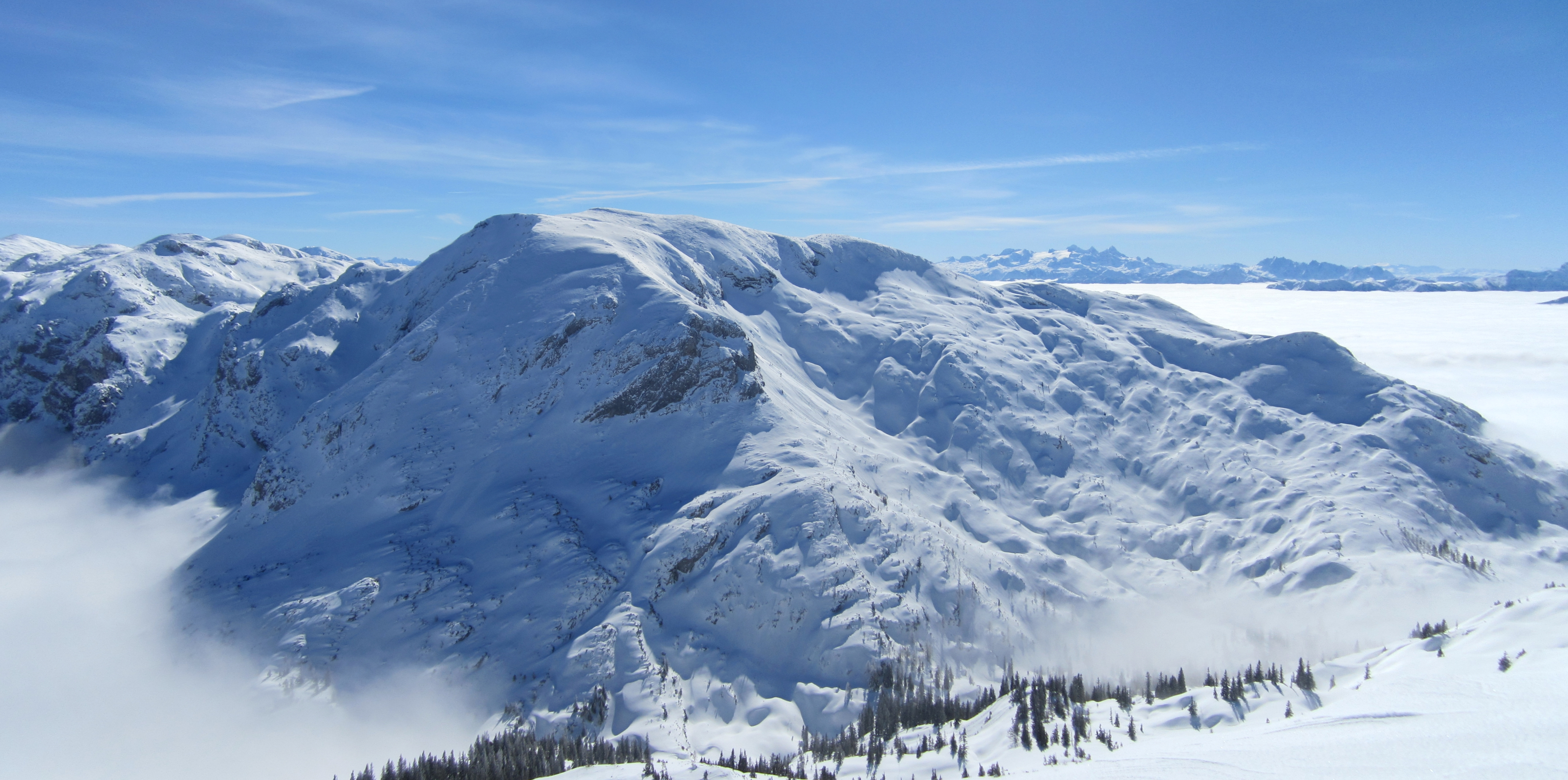

47°48′51″N 13°38′23″E / 47.81417°N 13.63972°E
格呂納爾姆科格爾山（德語：Grünalmkogel），是奧地利的山峰，位於該國北部，由上奧地利州負責管轄，屬於赫倫格山的一部分，海拔高度1,821米，每年平均降雨量1,801毫米。